# Burgwald
Burgwald é um município em Waldeck-Frankenberg, em Hessen, na Alemanha.